# 罗马俱乐部
罗马俱乐部是一个研讨国际政治问题的全球智囊组织。

## 简介
罗马俱乐部是意大利学者和工业家Aurelio Peccei，苏格兰科学家Alexander King于1968年发起成立的。罗马俱乐部发表的报告《增长的极限》引起了公众的关注，这份报告是有关环境问题最畅销的出版物，卖出了三千万本，被翻译成三十多种语言。报告发表于1972年，它预言经济增长不可能无限持续下去，因为石油等自然资源的供给是有限的。1973年的石油危机加强了公众对这个问题的关注。

## 成员
根据该组织的网页声称，其组成成员是“关注人类未来并且致力社会改进的各国科学家、经济学家、商人、国际组织高级公务员、现任和卸任的国家领导人等”。
约旦王子哈桑·宾·塔拉勒是罗马俱乐部的现任主席。
2001年罗马俱乐部成立了tt30组织，是由30岁左右的年轻人组成的智囊团。

## 批评
外界批评罗马俱乐部具有极端马尔萨斯主义和强烈的精英主义色彩，是欧洲权力精英和美洲盎格鲁精英的联盟。
宋健受到罗马俱乐部发表的《增长的极限》書中数学模式影響，說服邓小平推动中国一胎化。
更多的批评指责该俱乐部发表警告的动机是其左倾政治日程，而非科学事实。阴谋理论家有时把该俱乐部与一些国际阴谋联系到一起，比如新世界秩序。